# 日本海自動車学校
株式会社日本海自動車学校（にほんかいじどうしゃがっこう）は、鳥取県鳥取市湖山町にある鳥取県公安委員会指定の指定自動車教習所を運営するエヌケーシーグループの企業。

## 沿革
- 1973年2月1日 - 日本海信販株式会社（現：株式会社エヌケーシー）が「日本海信販自動車学校」設立。
- 1973年10月25日 - 鳥取県公安委員会指定の指定自動車教習所となる。
- 1996年5月 - 「日本海自動車学校」に改称し、校舎新築並びにコースを拡張。
- 2003年4月 - 自動車教習部門を分社化し、株式会社日本海自動車学校設立。

## 取得できる免許
- 普通自動車免許（MT・AT）
- 準中型自動車免許
- 大型自動二輪車免許（MT・AT）
- 普通自動二輪車免許（普通〈400cc〉MT・AT）（小型〈125cc〉MT）
- 大型特殊自動車免許
- 限定解除（AT・小型二輪）

### 各種講習
- ペーパードライバー講習
- 高齢者講習
- 初心運転者講習
- 取得時講習
- 原動機付自転車技能試験講習

## 教習車種
- 普通自動車（MT・AT）
- 準中型自動車
- 大型特殊自動車
- 大型自動二輪車
- 普通自動二輪車
- 小型自動二輪車

## アクセス
- JR山陰本線 湖山駅より徒歩7分
- 鳥取駅や鳥取大学前などから無料送迎バスが運行されている。

## 営業時間
- 平日：8時50分 - 20時30分
- 土日祝日：8時50分 - 17時30分

## 設備
- 高速シミュレーター
- 二輪シミュレーター
- 食堂（旧・市役所の素ラーメンを再現したものを販売）
- コミックコーナー
- 各種自動販売機（パン・飲料）

## 周辺の施設
- 鳥取警察署